# Playmen (дует)
Playmen — грецький музичний дует, представлений Павлосом Манолісом та Лефтерісом Ксенакісом. Популярний як у Греції, так і далеко за її межами.

## Історія
Дует Playmen заснований 2005 року, проте широко популярність здобув лише 2009 року після релізу пісні «Together Forever». Пізніше пісню перевидали з нагоди Mad Video Music Awards 2010 року. Нову версію виконали разом «Onirama» і Єлена Папарізу. Влітку 2010 року Playmen випустили новий хіт «Feel Your Love», а потім в лютому 2011 року — «Tonight», у записі якої як вокалістка взяла участь Тамта. Пісня стала першою музичною темою MadWalk. Також Playmen взяли участь у закритті Світових літніх спеціальних Олімпійських ігор 2011 року поряд із такими визнаними грецькими зірками, як Стаматіс Краунакіс та Алкістіс Протопсалті. 2011 року радіо-хітом стала пісня «Out Of My Head», записана із Alex Leon feat. T-Pain.
В березні 2012 року була записана у співпраці з Demy нова пісня під назвою «Fallin'», яка станом на кінець липня 2012 року лідирувала у TOP-40 — офіційному хіт-параді радіостанції «Європа Плюс». 28 липня 2012 року дует взяв участь у п'ятому марафоні Europa Plus Live 2012, який відбувся на площі південного споривного ядра московського стадіону Лужники, виконавши пісню «Fallin'» разом з вокалісткою Demy.
Пізніше на MADWalk відбулася прем'єра пісні «All the Time», записаної спільно із Coutney & RiskyKidd та Єленою Папарізу. Її представлено одразу у кількох номінаціях на здобуття MAD Video Music Awards. 2013 року разом із Coutney випущено радіо-хіт «Breakin' Me Up».

## Сингли
- 2009: Together forever — Playmen ft. Reckless
- 2010: Together Forever / Φυσικά Μαζί — Playmen ft. Onirama & Єлена Папарізу
- 2010: Feel Your Love — Playmen ft. The Fade & MIA
- 2010: Tonight — Playmen & Claydee ft. Тамта
- 2011: Out Of My Head — Playmen & Alex Leon ft. T-Pain
- 2012: Fallin — Playmen ft. Demy